# Carlos Dengler
Carlos Andres Dengler (nascido em 23 de abril de 1974), anteriormente conhecido como Carlos D, é um músico norte-americano mais conhecido como o ex-baixista da banda de post-punk e indie rock Interpol.
Carlos possui dupla nacionalidade, uma alemã e outra colombiana. Carlos é formado em Filosofia pela Universidade de Nova Iorque. Ele mora no Brooklyn, em Nova Iorque.

## Início da vida
Nascido em Queens, Nova York sua mãe é descendente de colombianos, nascida na Califórnia e seu pai é descendente de alemão, nascido em Queens. Ele e sua família viveram em Queens até sua adolescência, depois eles se mudaram para New Jersey. Em declarações à revista Spin em 2005, Dengler descreveu este movimento e o período subsequente.

### Interpol
Enquanto frequentava a Universidade de Nova York (NYU), em 1998, ele foi abordado pelo guitarrista Daniel Kessler depois de uma aula que os dois tinham se inscrito. Kessler estava à procura de músicos para tocar e assumiu Dengler, baseado nas roupas que ele usava, um estilo que Kessler descreveu como "semelhante à maneira como ele está vestido agora". Ele estava estudando filosofia e história na época e queria seguir uma carreira como um acadêmico, mas concordou em tocar com a banda, em seguida, informe, eventualmente, encontrar seu lugar dentro do grupo. Umas de suas maiores influências são: Peter Hook Joy Division/New Order, Simon Gallup do The Cure e John Taylor do Duran Duran.
Além de guitarra e baixo, Dengler tocava teclado no estúdio. Até que a banda começou a contratar músicos de apoio para a turnê do seu primeiro álbum, Turn on the Bright Lights, tocou ambos os instrumentos durante performances ao vivo.
Em 2010 Dengler anunciou sua saída da banda Interpol.Três meses após Dengler deixar Interpol, a banda revelou que ele realmente não gostava de tocar baixo. O baterista Sam Fogarino afirmou que Dengler havia se cansado do instrumento e das turnês.
Para o seu lugar entrou David Pajo. Brad Truax se tornou o baixista ao vivo para a banda em 2011.

### Outros projetos
Datado de seus dias na NYU, Dengler tem um clube de DJ qualificado. Ele parou por um tempo curto, mas pegou-o novamente quando a fama de Interpol aumentou. Ele começou a puxar multidões maiores, tanto a banda de pós-festas e shows separados em várias cidades. Ele foi o primeiro rock star a aparecer na capa da revista de eletrônica e hip-hop "URB Magazine", em 2005. O artigo focado em sua história e talento como DJ, seus pensamentos sobre várias cenas, estilo pessoal e seu papel como o "Cara da banda''.
No tempo entre Antics (2004) e Our Love to Admire (2007), Dengler assumiu um interesse em composição de filmes e de pontuação. Ele agora trabalha ativamente em projetos de cinema e televisão originais. Seu trabalho neste meio inclui o curta-metragem Golgotha, que ele escreveu, produziu e marcou, assim como My Friends Told Me About You, em que ele era o ator principal.
Dengler remixou músicas para lançamentos de B-side, incluindo da banda VHS or Bta Night on Fire, Nine Inch Nails de "Every Day is Exactly the Same" e ao lado de Sam Fogarino para a música de "Public Pervert" do próprio Interpol. Ele também contribuiu com "Katya and Josh Ain't Havin' It" para o Vhe HBO Voyeur Project.